# ورم لحموي-سطح طلائي
الأورام السطحية الطلائية اللُحموية هي فئة من أورام المبيض. وهي مسؤولة عن حوالي 66% من أورام المبيض و90% من سرطانات المبيض. قد تشمل الأعراض وجود كتلة في الحوض. قد تشمل المضاعفات الإصابة بالسرطان البريتوني.
تشمل الأنواع الأورام المصلية، والأورام المخاطية، وأورام بطانة الرحم، وأورام الخلايا الصافية، وأورام الخلايا الانتقالية، والأورام اللٌحمية الظهارية مثل الساركوما السرطانية. تشكل الأورام المصلية حوالي 30%، والأغشية المخاطية حوالي 13%، وبطانة الرحم حوالي 3% من أورام المبيض. يمكن تصنيفها أيضًا على أنها حميدة (60%) أو حدية (5%) أو خبيثة (35%). تُعرف بعض الأنواع الخبيثة باسم سرطانة المبيض الغدية.
تشمل عوامل الخطر عدم إنجاب الأطفال والنظام الغذائي عالي الدهون والتاريخ العائلي وانقطاع الطمث المتأخر. يقلل ربط أنبوب فالوب واستخدام حبوب منع الحمل من المخاطر. يُعتقد أنها تبدأ من النسيج الطلائي لسطح المبيض أو بطانة الرحم أو قناتي فالوب. غالبًا ما يُشتبه في التشخيص بناءً على التصوير الطبي ويتم تأكيده بالفحص المجهري.

## التصنيف
تصنف الأورام الظهارية السَّدَوية تبعًا لنوع الخلية الظهارية، والنسبة بين الظهارة والسَدَى، ووجود النواتئ الحليمية، وموقع العناصر الظهارية. تحدد الصفات المرضية المجهرية ما إذا كان الورم الظهاري السدوي حميدًا أو حدّيًا أو خبيثًا (وجود دلائل على الخباثة والغزو السدوي). يكون احتمال تحول الأورام الحدية إلى الخباثة غير مؤكد.
تتألف هذه المجموعة من الأورام المصلية والأورام المخاطية والأورام الشبيهة ببطانة الرحم وأورام الخلايا الصافية وأورام برينر (أوام الخلايا الانتقالية)، ويمكن أن يكون الورم في بعض الحالات مختلطًا، أو غير محدد، أو غير مصنف.

### الأورام المصلية
- أحجام هذه الأورام متنوعة من الأحجام المجهرية إلى الأحجام التي تملأ البطن.
- الأنماط الحميدة والحدية والخبيثة تشكل معًا نحو 30% من كل أورام المبيض.
- 75% من هذه الأورام حميد أو حدي الخباثة، والنسبة المتبقية خبيثة.
- النمط الخبيث من هذا الورم يدعى السرطانة الغدية الكيسية المصلية، ويشكل 40% من كل أشكال السرطانة التي تصيب المبيض وهو الشكل الأشيع من سرطانات المبيض الخبيثة.
- الأورام الحميدة والحدية أكثر شيوعًا بين الأعمار 20-50 سنة.
- تحدث الأورام المصلية الخبيثة في المراحل المتأخرة من الحياة ويمكن أن تحدث بأعمار أصغر في الحالات العائلية.
- 20% من الأورام الحميدة و30% من الأشكال الحدية و66% من الأشكال الخبيثة ثنائية الجانب (تصيب المبيضين معًا).

تشمل مكونات الورم المحتملة:
1. مناطق كيسية
2. مناطق كيسية وليفية
3. مناطق معظمها ليفي.

يزداد احتمال خباثة الورم مع ازدياد المناطق الصلبة، بما في ذلك الأورام ذات البنية الحليمية أو التي تحوي نسيجًا متنخرًا.

### الأورام المخاطية
تشابه الأورام المصلية لكنها لا تكون ثنائية الجانب عادةً.
- أقل شيوعًا إذ تكون مسؤولة عن 25% من كل تَنَشُّؤات المبيض.
- بالمقارنة مع الأورام المصلية، الأكياس في الأورام المخاطية أكثر عددًا، وأحجامها متنوعة، والسطح صغير جدًا.
- بالمقارنة مع الأورام المصلية أيضًا، تصيب الأورام المخاطية كلا الجانبين بنسبة أقل، فتكون 5% من الأورام المخاطية الأولية ثنائية الجانب.
- يمكن أن تشكل كتلًا كيسية كبيرة جدًا، وبلغت الأوزان المسجلة أكثر من 25 كغ.[5]

### الأورام الشبيهة ببطانة الرحم
تشكل الأورام الشبيهة ببطانة الرحم 20% تقريبًا من كل أورام المبيض ومعظمها خبيث (سرطانة شبيهة ببطانة الرحم). تتكون هذه الأورام من غدد أنبوبية تشبه كثيرًا ورم بطانة الرحم الخبيث أو الحميد. تحدث 15-30% من هذه الأورام عند المصابات بسرطانة بطانة الرحم ويكون الإنذار أفضل عند هؤلاء المريضات. مظهر هذه الأورام مشابه للأورام الظهارية السدوية السطحية الأخرى، بمكونات صلبة وكيسية. 40% من هذه الأورام ثنائية الجانب، ومترافقة عادةً بالانتقالات.

### أورام الخلايا الصافية
تتميز أورام الخلايا الصافية بالخلايا الظهارية الكبيرة ذات الهيولى الوافرة الصافية وقد ترافق الإندوميتريوز (البطانة الرحمية الهاجرة) أو السرطانة الشبيهة ببطانة الرحم، وتظهر شبهًا بسرطانة الخلايا الصافية في بطانة الرحم. قد تكون صلبة بشكل غالب أو كيسية. تميل الخلايا الصافية إلى التجمع في وريقات أو قنوات إذا كان الورم صلبًا. وفي حال الأورام الكيسية، تكوّن الخلايا الورمية البطانة الكيسية.

### أورام برينر
أورام برينر نوع غير شائع من الأورام الظهارية السدوية السطحية تكون فيها الخلايا الظهارية (التي تشكل حدود هذه الأورام) خلايا انتقالية. تشبه هذه الخلايا مظهر الخلايا الظهارية في المثانة. يمكن أن تكون هذه الأورام صغيرة جدًا أو كبيرة جدًا. من الناحية النسيجية، تتألف هذه الأورام من الخلايا الانتقالية ضمن نسيج محيط يشببه النسيج المبيضي الطبيعي. يمكن أن تكون أورام برينر حميدة أو خبيثة، تبًا لميل الورم إلى غزو الأنسجة المجاورة.

### أورام الخلايا الصغيرة
تصنف أورام الخلايا الصغيرة في المبيض ضمن الأورام الظهارية المترافقة مع وظيفة صماوية مميزة.
تميز منظمة الصحة العالمية بين فئتين: أورام الخلايا المبيضية من النمط الرافع للكالسيوم وأورام الخلايا الصغيرة من النمط الرئوي.
هذه الأورام نادرة وعدوانية وتشكل 2% من كل الخباثات النسائية. متوسط العمر عند التشخيص 24 عامًا ومعظم المريضات لديهن ارتفاع في كالسيوم الدم عند التشخيص (62%). يكون الورم عادةً كبيرًا واحادي الجانب عند التشخيص. تموت معظم النساء خلال سنة من التشخيص.